# Juárez Színház (Guanajuato)
A Juárez Színház (spanyolul: Teatro Juárez) a mexikói Guanajuato egyik nevezetessége.

## Története
A színház helyén korábban az Emporio szálloda állt és a Constancia tér terült el. Bár az épület alapkövét már 1873. május 5-én letették, de elkészültére és a megnyitóra több mint 30 évet kellett várni. Az építkezés több különböző szakaszban folyt, kezdetben José Noriega, majd néhány év leállás után 1893-tól Antonio Rivas Mercado építészek irányításával. A megnyitóra, amelyen részt vett maga Porfirio Díaz elnök is, 1903. október 27-én került sor, akkor, amikor Guanajuato a porfiriátus alatt fénykorát élte. A megnyitón Verdi Aidáját adta elő egy olasz társulat.

## Az épület
A Guanajuato történelmi belvárosában elhelyezkedő épület stílusa eklektikus, dór oszlopsorral díszített homlokzata neoklasszicista. Ennek tetején nyolc múzsa szobra áll, mindegyikük valamilyen művészeti ág vagy egyetemes archeotípus (például az epikus költészet, a tánc, a tragédia vagy éppen a szépség) allegóriája. Lent Jesús Fructuoso Contreras szobrász két alkotása, két bronzból készült oroszlán fogadja a látogatókat. A nézőtérnek helyet adó mór stílusú, európai elrendezésű központi terem több mint ezer fő befogadására alkalmas. Függönyét Labasta francia művész tervezte. Színpadán, amely a Nemzetközi Cervantes-fesztivál egyik központi helyszíne is, világhírű színészek, táncosok és zenészek is felléptek már. Étkezője és dohányzóterme is igen elegáns, régi bútorokkal van berendezve.

## Képek

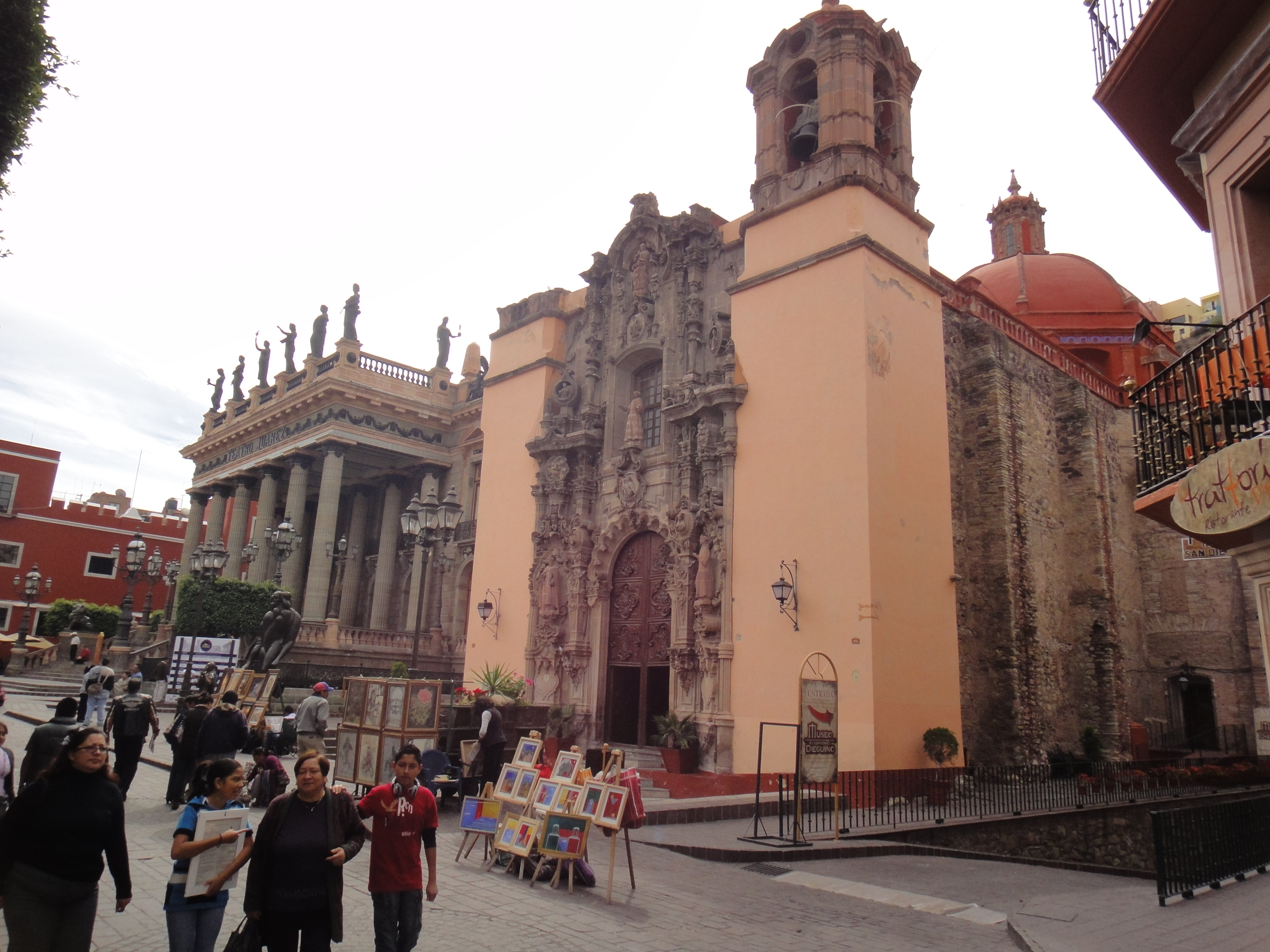
A színház és mellette egy templom
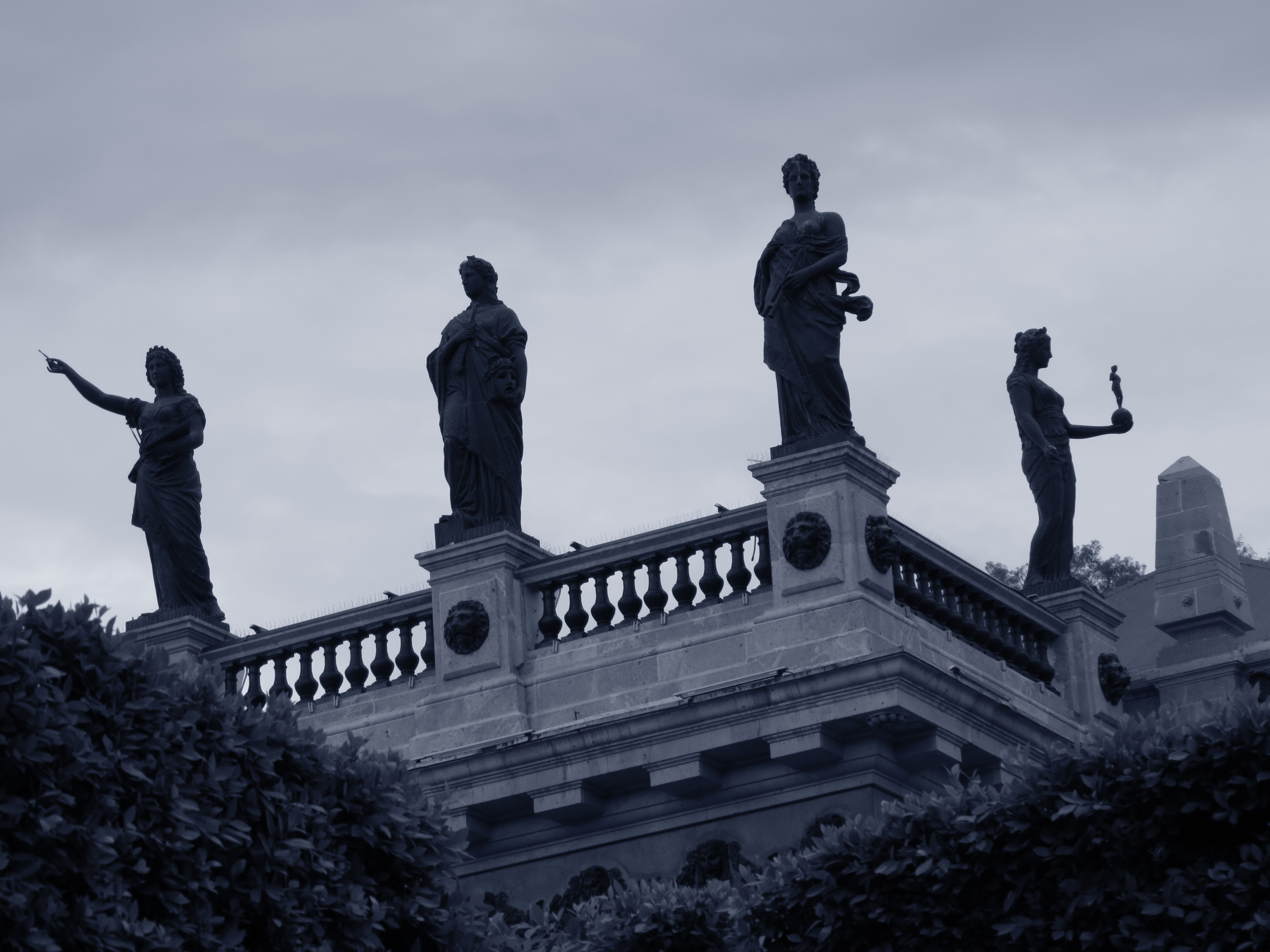
Szobrok az épület tetején
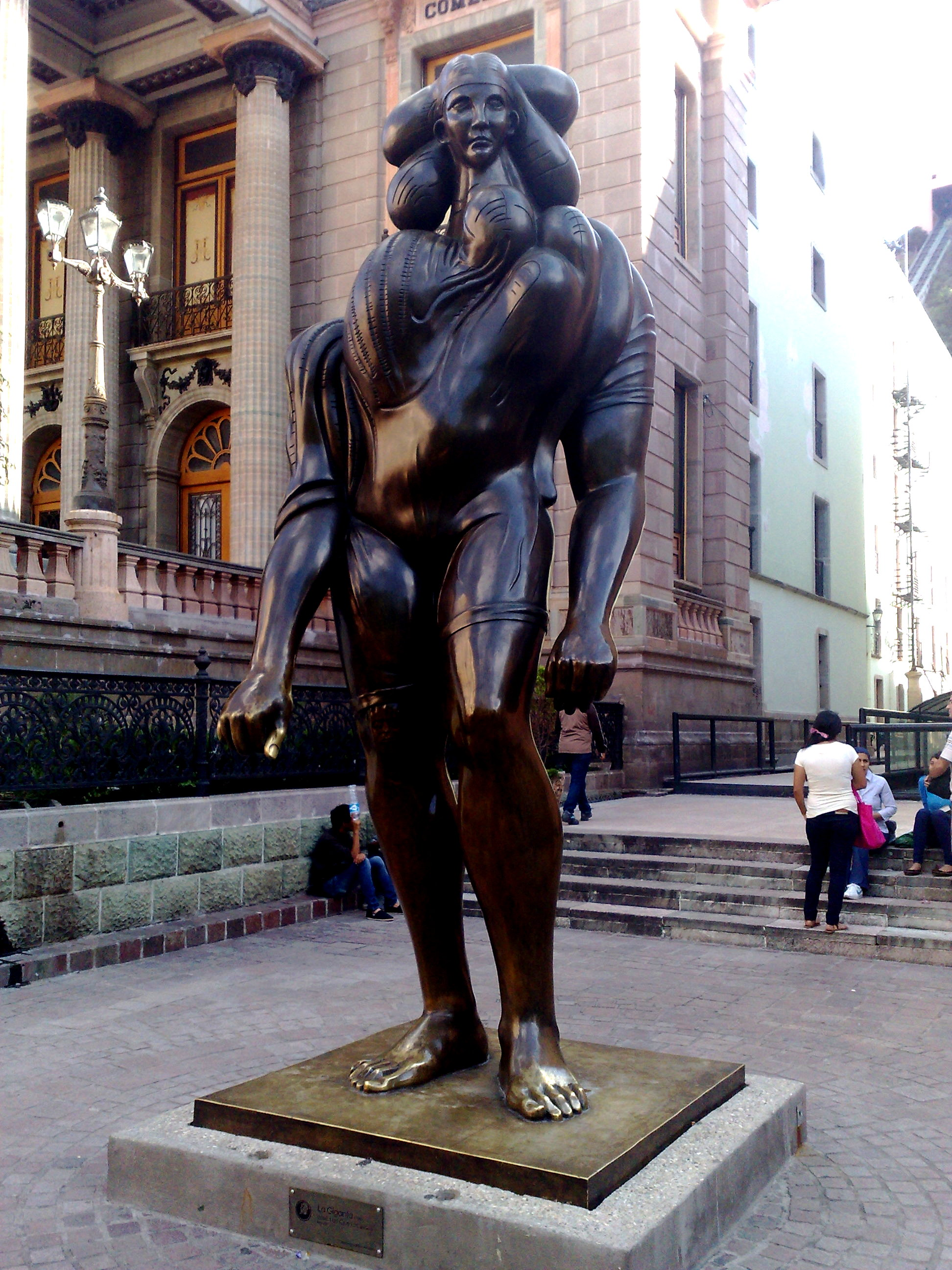
A La Giganta szobor   a színház mellett
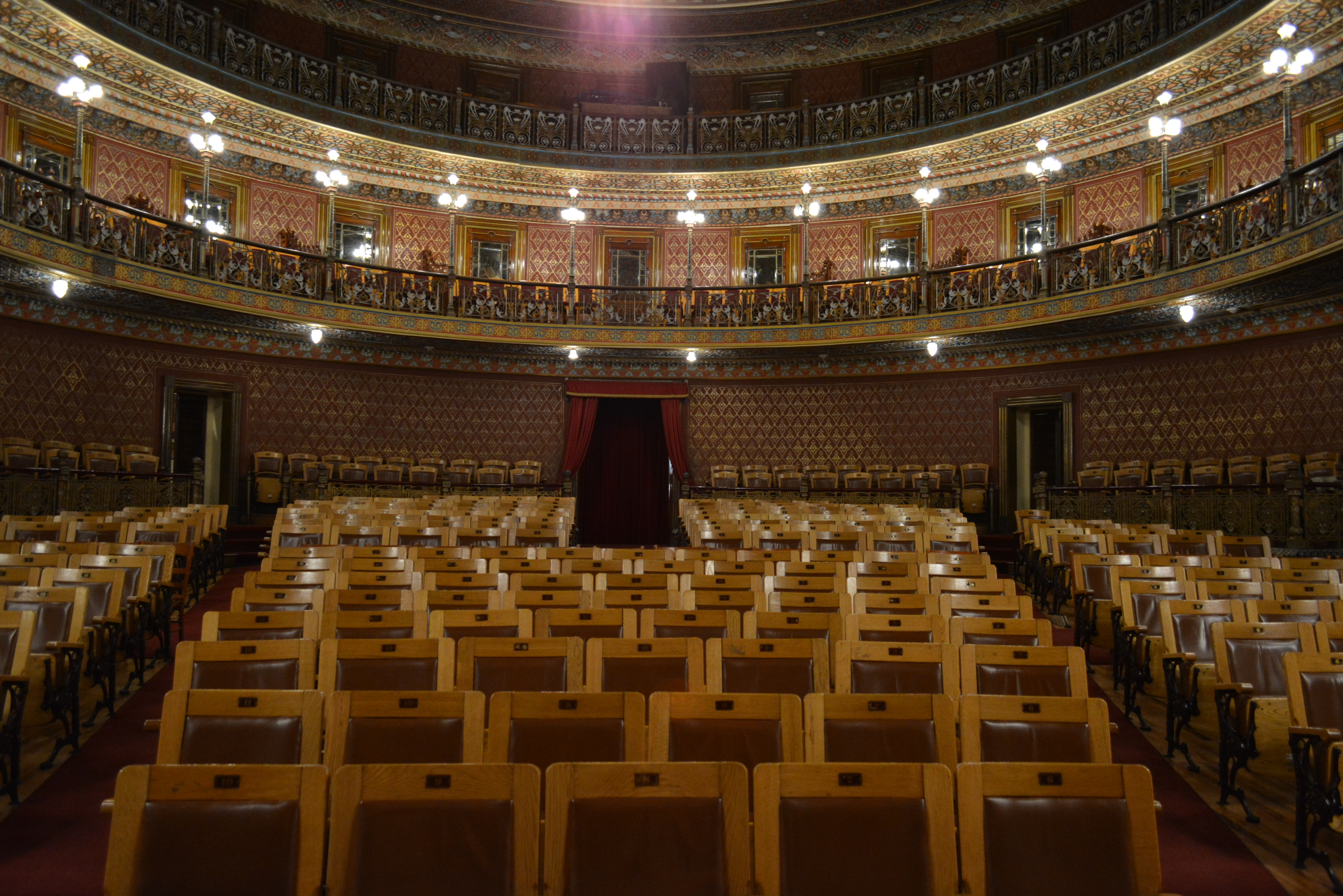
Belső kép